# Fermont (Quebec)
Fermont é uma cidade localizada no nordeste da província de Quebec, no Canadá. Está a 23 quilômetros da fronteira de Quebec com Terra Nova e Labrador, sua população é de 2474 habitantes, no censo de 2016.